# Graciela Llaneza
Graciela Llaneza es una directiva española vinculada al sector legal. Es secretaria general de Asociación Española de Ejecutivas y Consejeras y Líder del Foro Legal de esta organización; jurado de los Premios Talento Sin Género; socia de la firma internacional Hogan Lovells y especialista en operaciones de capital riesgo. 

## Trayectoria profesional
Llaneza es licenciada en Derecho y Ciencias Económicas y Empresariales por la Universidad Pontificia Comillas de ICADE Madrid. Inició su carrera profesional en 1997 en el bufete de abogados español Cuatrecasas. Se unió a Hogan Lovells en 2004 y se convirtió en socia en 2009, la primera mujer en conseguirlo. Especialista en derecho mercantil, es responsable del área de Private Equity de Madrid, responsable del área de Capital Riesgo en España, asesora en operaciones de M&A domésticas y transfronterizas y  experiencia en contratación mercantil y reorganizaciones. Es Co-Chair del grupo Latinoamérica Hogan Lovells.
Especialista en operaciones de capital riesgo, donde las mujeres son solo el 6%, participa en foros profesionales de esta temática, como los organizados por Expansión, la Asociación Española de Capital, Crecimiento e Inversión (ASCRI), los encuentros para profesionales del Private Equity y de las fusiones y adquisiciones (CAPCorp), Hogan Lovells, Garrigues entre otros.
En 2013, entró en la primera promoción del proyecto Promociona, un programa formativo liderado por la Confederación Española de Organizaciones Empresariales (CEOE) con la colaboración del Instituto de la Mujer y ESADE creado para fomentar la presencia de mujeres en la alta dirección, que realizaron 40 mujeres seleccionadas de 300 candidatas.
Llaneza aparece en numerosas publicaciones jurídicas de primera línea. Entre otras, es reconocida en Latinvex como una de las 100 mejores abogadas en 2016 por su experiencia en América Latina; Chambers Europe y Chambers Global por su experiencia en fusiones y adquisiciones corporativas y capital privado.
Llaneza trabaja en temas de  diversidad y desigualdad laboral de la mujer. Promueve el aumento de la presencia de mujeres en puestos ejecutivos, de alta dirección y de consejo de administración en España: "Equality is necessary to prevent the loss of talent [La igualdad es necesaria para evitar la pérdida de talento]". Fue socia fundadora en 2015 de la Asociación Española de Ejecutivas y Consejeras (EJECON o EJE&CON), también conocida como Asociación Española de Ejecutiv@s y Consejer@s para destacar su carácter inclusivo de mujeres y hombres. Dicha asociación cuenta con el respaldo de la Reina Letizia. Fue elegida Secretaria General en 2015, cargo que sigue desempeñando dentro de la directiva. Además, es líder del Foro Legal de dicha asociación. Esta organización  tiene como fin poner en valor el talento sin género como manera de potenciar la igualdad de oportunidades entre mujeres y hombres y de aumentar los beneficios para las empresas, realizar acciones prácticas para el acceso de mujeres a los puestos directivos. Cuenta con más de 400 altas directivas asociadas.
Forma parte del jurado de los Premios Talento Sin Género, que se conceden en cinco categorías. Su fin es dar visibilidad a las empresas e instituciones que promocionan el talento sin tener en cuenta el género y concienciar a las demás de que el talento es motor de transformación.

## Reconocimientos
- Top 100 Female Lawyers 2016 por su experiencia en América Latina. Latinvex, 2016.[21]
- Recommended Lawyer. Recomendada por el directorio Best Lawyers en la categoría "Corporate and M&A Law". Best Lawyers, 2016.[22]
- Recommended Lawyer. Reconocida como abogada líder en España en las categorías "Corporate/M&A" y "Private Equity" por el directorio Chambers & Partners. Chambers Europe, 2016.[11]
- Premio InspiraLaw Top50, organizado por la revista Iberian Lawyer. Madrid, febrero de 2019.[23]
- En 2019 ha sido incluida como "Leading Individual" en la categoría de Private Equity en España del directorio Legal 500.[24][1]